# Нитрид натрия
Нитрид натрия — бинарное неорганическое соединение металла натрия и азота с формулой Na3N, тёмно-серые кристаллы, реагирует с водой.

## Получение
- Пропускание аммиака через нагретый металлический натрий:

{\displaystyle {\mathsf {2NH_{3}+6Na\ {\xrightarrow {T}}\ 2Na_{3}N+3H_{2}}}}
- Пропуская электрические разряды через металлический натрий в атмосфере азота:

{\displaystyle {\mathsf {N_{2}+6Na\ {\xrightarrow {}}\ 2Na_{3}N}}}

## Физические свойства
Нитрид натрия образует тёмно-серые кристаллы ромбоэдрической сингонии.

## Химические свойства
- Разлагается при нагревании:

{\displaystyle {\mathsf {2Na_{3}N\ {\xrightarrow {T}}\ N_{2}+6Na}}}
- Реагирует с водой с образованием токсичного аммиака и щелочи - гидроксида натрия.

{\displaystyle {\mathsf {Na_{3}N+3H_{2}O\ {\xrightarrow {}}\ NH_{3}\uparrow +3NaOH}}}